# Sociedade Frutífera

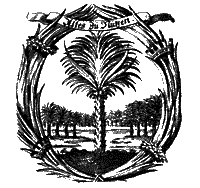
Emblema da Sociedade Frutífera.

A Sociedade Frutífera (em alemão, Die Fruchtbringende Gesellschaft, lat. societas fructifera) foi uma sociedade literária alemã fundada em 1617 em Weimar por intelectuais e nobres alemães. O seu objectivo era normalizar a lingua alemã vernácula e promovê-la como uma língua intelectual e literária, à semelhança da Accademia della Crusca em Florença e a outros grupos que já prosperavam em Itália, e que foram imitados mais tarde pela França (1635) e Grã-Bretanha.

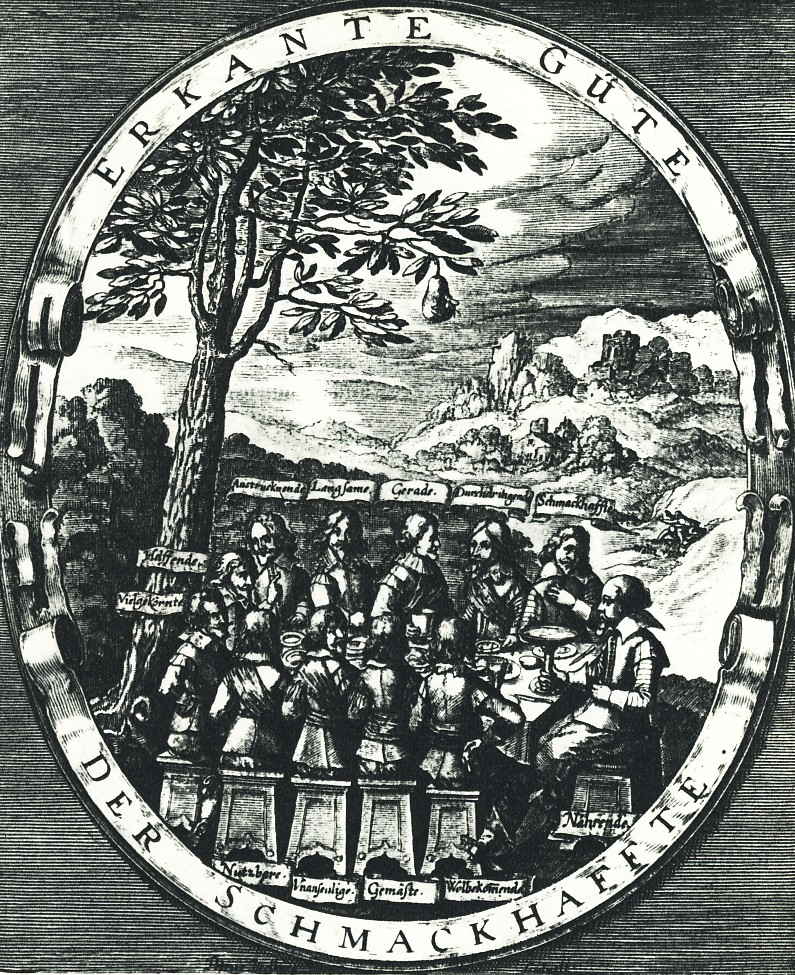
Uma reunião da Sociedade Frutífera.

Também conhecida como Palmenorden ("Ordem da Palmeira") uma vez que o seu emblema era uma palmeira de coqueiro, uma planta considerada exótica na época. Caspar von Teutleben (1576–1629), Hofmarschall na corte de Weimar, foi o fundador da sociedade. Quando era jovem, tinha viajado pela Itália e tinha-se inspirado nas academias de línguas italianas. Durante as cerimónias fúnebres em honra da duquesa Doroteia Maria em Agosto de 1617, nas quais estiveram presentes vários príncipes da época, Teutleben aproveitou a oportunidade para promover a criação de uma sociedade seguindo o exemplo da Accademia della Crusca. O principal interessado foi Luís I, Príncipe de Anhalt-Köthen, que já era membro da Accademia della Crusca desde 1600 e deu seguimento à ideia, tornando-se o primeiro presidente da Ordem da Palmeira.
Os membros da sociedade incluíam um rei, 153 príncipes alemães e mais de 60 barões, nobres e intelectuais de renome. Acabaria por ser dissolvida em 1668. 
O primeiro livro sobre a Ordem da Palmeira, Der Teutsche Palmbaum, foi escrito por Carl Gustav von Hille e publicado em Nuremberga em 1647.

## Membros
A sociedade teve 890 membros. Em baixo, encontra-se uma lista daqueles que possuem artigos na Wikipedia inglesa. Para uma lista mais completa sobre os membros desta sociedade, consulte este artigo em alemão.
- Matthias Abele von und zu Lilienberg
- Johann Valentin Andreae
- Christian I of Anhalt-Bernburg
- Cristiano II, Príncipe de Anhalt-Bernburg
- Vitor Amadeu, Príncipe de Anhalt-Bernburg
- Jorge Alberto de Anhalt-Dessau
- João Jorge I, Príncipe de Anhalt-Dessau
- João Jorge II, Príncipe de Anhalt-Dessau
- João Casimiro, Príncipe de Anhalt-Dessau
- Frederico, Príncipe de Anhalt-Harzgerode
- Emanuel, Príncipe de Anhalt-Köthen
- Leberecht, Príncipe de Anhalt-Köthen
- Luís I, Príncipe de Anhalt-Köthen
- Luís de Anhalt-Köthen
- Guilherme Luís, Príncipe de Anhalt-Köthen
- Augusto, Príncipe de Anhalt-Plötzkau
- João VI, Príncipe de Anhalt-Zerbst
- Carlos, Príncipe de Anhalt-Zerbst
- Rudolfo, Príncipe de Anhalt-Zerbst
- Hans Georg von Arnim
- Frederico V, Marquês de Baden-Durlach
- Johan Banér
- Steno Bielke
- Sigmund von Birken
- Jorge Guilherme, Conde Palatino de Zweibrücken-Birkenfeld
- Frederico Guilherme, Eleitor de Brandemburgo
- Jorge Guilherme, Eleitor de Brandemburgo
- João Cicero, Eleitor de Brandemburgo
- Cristiano, Marquês de Brandemburgo-Bayreuth
- Jorge de Brunswick-Lüneburg
- Cristiano Luís, Duque de Brunswick-Lüneburg
- António Ulrico, Duque de Brunswick-Lüneburg
- Augusto, o Jovem, Duque de Brunswick-Lüneburg
- Fernando Alberto I, Duque de Brunswick-Lüneburg
- Frederico Ulrico, Duque de Brunswick Lüneburg-Wolfenbüttel
- Wilhelm von Brincken
- Rudolf von Bünau
- Johann Cothmann
- Christoph von Dohna
- Robert Douglas
- Ernst von Freyberg
- Andreas Gryphius
- Christian Gueintz
- Frederico Casimiro, Conde de Hanau-Lichtenberg
- Filipe Mauricio, Conde de Hanau-Münzenberg
- Georg Philipp Harsdörffer
- David Elias Heidenreich
- Guilherme Cristóvão, Conde de Hesse-Homburgo
- João de Hesse-Braubach
- Luís VI, Conde de Hesse-Darmstadt
- Luís VII, Conde de Hesse-Darmstadt
- Frederico, Conde de Hesse-Eschwege
- Frederico II, Conde de Hesse-Homburgo
- Jorge Cristiano, Conde de Hesse-Homburgo
- Maurício I, Conde de Hesse-Cassel
- Guilherme V, Conde de Hesse-Cassel
- Guilherme VI, Conde de Hesse-Cassel
- Hermano IV, Conde de Hesse-Rotemburgo
- Jorge Frederico, Conde de Hohenlohe-Neuenstein-Weikersheim
- Hans Christoff von Königsmarck
- Otto Wilhelm von Königsmarck
- Johann Kasimir Kolbe von Wartenberg
- Christoph Christian zu Altleiningen
- Johann Anton von Leiningen
- Filipe II, Conde de Leiningen-Westerburg
- Friedrich von Logau
- Adolfo Frederico I, Duque de Mecklemburgo-Schwerin
- Franz von Mercy
- Bernhard Meyer
- Johann Michael Moscherosch
- Gottfried Müller
- João Luís de Nassau-Hadamar
- Georg Neumark
- Adam Olearius
- Martin Opitz
- Axel Oxenstierna
- Christian Franz Paullini
- Ottavio Piccolomini
- Wolfgang von Plotho
- Jost Andreas von Randow
- Wilhelm von Rath
- Johann Rist
- João Jorge II, Eleitor da Saxônia
- João Filipe, Duque de Saxe-Altemburgo
- Adolfo Guilherme, Duque de Saxe-Eisenach
- Alberto IV, Duque de Saxe-Eisenach
- João Jorge I, Duque de Saxe-Eisenach
- Ernesto I, Duque de Saxe-Gota
- Frederico I, Duque de Saxe-Gota-Altemburgo
- Bernardo II, Duque de Saxe-Jena
- Augusto, Duque de Saxe-Lauenburg
- Francisco Erdmann, Duque de Saxe-Lauenburg
- Júlio Henrique, Duque de Saxe-Lauenburg
- Cristiano I, Duque de Saxe-Merseburg
- Bernardo de Saxe-Weimar
- Frederico de Saxe-Weimar
- João Ernesto II, Duque de Saxe-Weimar
- João Ernesto I, Duque de Saxe-Weimar
- Guilherme, Duque de Saxe-Weimar
- Alberto de Saxe-Weissenfels
- Augusto, Duque de Saxe-Weissenfels
- Augusto, o Jovem, Duque de Saxe-Weissenfels
- Henrique de Saxe-Weissenfels, Conde de Barby
- João Adolfo I, Duque de Saxe-Weissenfels
- Mauricio, Duque de Saxe-Zeitz
- Angelo Sala
- Joachim von Sandrart
- Carlos Günther, Conde de Schwarzburg-Rudolstadt
- Luís Günther I, Conde de Schwarzburg-Rudolstadt
- António Günther I, Conde de Schwarzburg-Sondershausen
- Veit Ludwig von Seckendorf
- Torsten Stålhandske
- Wolrad IV, Conde de Waldeck
- Cristiano, Conde de Waldeck
- Matthäus von Wesenbeck
- Anton von Wietersheim
- Paul Winckler
- Karl Gustav Wrangel
- Júlio Sigismundo, Conde de Württemberg-Oels-Juliusburg
- Sílvio II Frederico, Duque de Württemberg-Oels-Juliusburg
- Philipp von Zesen
- Heinrich Ziegler